# Жанабазарський сільський округ
Жанабаза́рський сільський округ (каз. Жаңабазар ауылдық округі, рос. Жанабазарский сельский округ) — адміністративна одиниця у складі Казигуртського району Туркестанської області Казахстану. Адміністративний центр — село Жанабазар.
Населення — 11242 особи (2021; 11170 у 2009, 9989 у 1999, 7995 у 1989).
Станом на 1989 рік існувала Жанабазарська сільська рада (села 20 літ Казахської РСР, Айнатас, Верхній Жилибулак, Жанабазар, Жанажол, Жанаталап, Жанатурмис, Жигерген, Жумисши, Карабастау, Кизилата, Кизилбулак, Кокібел, Майбулак, Тесіктобе, Тілектес, Ульгілі, Ушбулак, селища Женіс, Угам). 1997 року села Айнатас, Жигерген, Кизилата, Кизилбулак, Кокебель (колишнє село Кокібел), Майбулак, Тесіктобе, Угам утворили окремий Кокебельський сільський округ, село Ушбулак передано до складу Карабауського сільського округу.

## Склад
До складу округу входять такі населені пункти:
| Населений пункт         | Колишні назви         | Населення, осіб (1989) | Населення, осіб (1999) | Населення, осіб (2009) | Населення, осіб (2021) |
| ----------------------- | --------------------- | ---------------------- | ---------------------- | ---------------------- | ---------------------- |
| Верхній Жилибулак, село | -                     | 451                    | 614                    | 674                    | 686                    |
| --Таскора               | -                     | -                      | -                      | -                      | 5                      |
| Жанабазар, село         | -                     | 2374                   | 2656                   | 2854                   | 3417                   |
| Жанажол, село           | -                     | 464                    | 694                    | 792                    | 779                    |
| Жанаталап, село         | -                     | 784                    | 1083                   | 1315                   | 1421                   |
| --Комсомолкора          | -                     | -                      | -                      | -                      | 10                     |
| --Сейсентеккора         | -                     | -                      | -                      | -                      | 4                      |
| --Соціалкора            | -                     | -                      | -                      | -                      | 9                      |
| Женіс, село             | -                     | 110                    | 265                    | 292                    | 261                    |
| --Киркимкора            | -                     | -                      | -                      | -                      | 8                      |
| Карабастау, село        | -                     | 570                    | 784                    | 934                    | 865                    |
| Тілектес, село          | -                     | 467                    | 674                    | 705                    | 646                    |
| Улгілі, село            | Ульгілі               | 2175                   | 2585                   | 2869                   | 2456                   |
| Ушбастау, село          | 20 літ Казахської РСР | 600                    | 634                    | 735                    | 659                    |
| --Кормоцех              | -                     | -                      | -                      | -                      | 7                      |
| --Мамедкора             | -                     | -                      | -                      | -                      | 9                      |